# Sainte-Menehould (quận)
Quận Sainte-Menehould là một quận của Pháp, nằm ở tỉnh Marne, ở vùng Grand Est. Quận này có 3 tổng và 67 xã.

## Các đơn vị hành chính

### Các tổng
Các tổng của quận Sainte-Menehould là: 
1. Givry-en-Argonne
2. Sainte-Menehould
3. Ville-sur-Tourbe

### Các xã
Các xã của quận Sainte-Menehould, và mã INSEE là: 
| 1. Argers (51015)                 | 2. Auve (51027)                     | 3. Belval-en-Argonne (51047)                |
| 4. Berzieux (51053)               | 5. Binarville (51062)               | 6. Braux-Saint-Remy (51083)                 |
| 7. Braux-Sainte-Cohière (51082)   | 8. Cernay-en-Dormois (51104)        | 9. Chaudefontaine (51139)                   |
| 10. Châtrices (51138)             | 11. Contault (51166)                | 12. Courtémont (51191)                      |
| 13. Dampierre-le-Château (51206)  | 14. Dommartin-Dampierre (51211)     | 15. Dommartin-Varimont (51214)              |
| 16. Dommartin-sous-Hans (51213)   | 17. Florent-en-Argonne (51253)      | 18. Fontaine-en-Dormois (51255)             |
| 19. Givry-en-Argonne (51272)      | 20. Gizaucourt (51274)              | 21. Gratreuil (51280)                       |
| 22. Hans (51283)                  | 23. Herpont (51292)                 | 24. La Chapelle-Felcourt (51126)            |
| 25. La Croix-en-Champagne (51197) | 26. La Neuville-au-Pont (51399)     | 27. La Neuville-aux-Bois (51397)            |
| 28. Laval-sur-Tourbe (51317)      | 29. Le Chemin (51143)               | 30. Le Châtelier (51133)                    |
| 31. Le Vieil-Dampierre (51619)    | 32. Les Charmontois (51132)         | 33. Maffrécourt (51336)                     |
| 34. Malmy (51341)                 | 35. Massiges (51355)                | 36. Minaucourt-le-Mesnil-lès-Hurlus (51368) |
| 37. Moiremont (51370)             | 38. Noirlieu (51404)                | 39. Passavant-en-Argonne (51424)            |
| 40. Rapsécourt (51452)            | 41. Remicourt (51456)               | 42. Rouvroy-Ripont (51470)                  |
| 43. Saint-Jean-sur-Tourbe (51491) | 44. Saint-Mard-sur-Auve (51498)     | 45. Saint-Mard-sur-le-Mont (51500)          |
| 46. Saint-Remy-sur-Bussy (51515)  | 47. Saint-Thomas-en-Argonne (51519) | 48. Sainte-Menehould (51507)                |
| 49. Servon-Melzicourt (51533)     | 50. Sivry-Ante (51537)              | 51. Somme-Bionne (51543)                    |
| 52. Somme-Tourbe (51547)          | 53. Somme-Yèvre (51549)             | 54. Sommepy-Tahure (51544)                  |
| 55. Tilloy-et-Bellay (51572)      | 56. Valmy (51588)                   | 57. Verrières (51610)                       |
| 58. Vienne-la-Ville (51620)       | 59. Vienne-le-Château (51621)       | 60. Ville-sur-Tourbe (51640)                |
| 61. Villers-en-Argonne (51632)    | 62. Virginy (51646)                 | 63. Voilemont (51650)                       |
| 64. Wargemoulin-Hurlus (51659)    | 65. Éclaires (51222)                | 66. Élise-Daucourt (51228)                  |
| 67. Épense (51229)                |                                     |                                             |